# Les Chevalières
Pour plus de détails, voir Fiche technique et Distribution.
Les Chevalières (Die Ritterinnen) est un film allemand réalisé par Barbara Teufel, sorti en 2003.

## Synopsis
Lors de la fête du travail, le 1er mai 1987, une émeute a éclaté à Berlin-Kreuzberg faisant du quartier un bastion symbolique de l'anarchisme. Parmi ces anarchistes, un groupe de femmes luttent contre le patriarcat.

## Fiche technique
- Titre : Les Chevalières
- Titre original : Die Ritterinnen
- Réalisation : Barbara Teufel
- Scénario : Barbara Teufel
- Musique : Curt Nolte
- Photographie : Ralph Netzer
- Montage : Karsten Weißenfels
- Production : Jörg Rothe et Annedore von Donop
- Pays de production :  Allemagne
- Genre : Drame et historique
- Durée : 96 minutes
- Date de sortie : 
  - Allemagne : 21 août 2003

## Distribution
- Theresa Berlage : Cleo
- Nadja Berlinghoff : Redakteurin
- Niels Bormann : Thomas
- Ben Bela Böhm : Micha
- Katja Danowski : Carolin
- Christoph Glaubacker : Ingo
- Daniel Jeroma : Student
- Tilla Kratochwil : Anke
- Ursina Lardi : Gaya
- Ursula Renneke : Eva
- Nic Romm : Nick
- Bärbel Schwarz : Franzi
- Mieke Schymura : Diana
- Jana Straulino : Bonny

## Distinctions
Le film a été présenté en sélection officielle lors de la Berlinale 2003 dans la section Panorama.